# 魯多爾福夫
魯多爾福夫是捷克的城鎮，位於該國西南部，距離首府捷克布傑約維采5公里，由南摩拉維亞州負責管轄，面積3.20平方公里，海拔高度480米，2009年人口2,418。

## 外部連結
- Municipal website （页面存档备份，存于） (in Czech)